# Gauliga Köln-Aachen 1943/44
Die Gauliga Köln-Aachen 1943/44 war die dritte und letzte Spielzeit der Gauliga Köln-Aachen des Fachamtes Fußball. Die Gauliga wurde in dieser Saison ursprünglich in einer Gruppe mit acht Mannschaften im Rundenturnier ausgetragen. Anfang November 1943 wurden dann die letztjährigen Gauligaabsteiger SG Düren 99 und LSV Bonn von der 1. Klasse erneut in die Gauliga aufgenommen, wobei der LSV Bonn sich bereits Mitte November 1943 aus dieser wieder zurückzog und weiterhin in der 1. Klasse spielte. Am Ende setzte sich die Kriegsspielgemeinschaft VfL 1899/SpVgg Sülz durch und wurde zum ersten Mal Gaumeister. Dadurch qualifizierten sich die Kölner für die deutsche Fußballmeisterschaft 1943/44, bei der sie nach einer 0:2-Heimniederlage gegen die KSG SpV/48/99 Duisburg bereits in der 1. Runde ausschieden.
Dies war die letzte Spielzeit der Gauliga Köln-Aachen, ein Spielbetrieb in der Saison 1944/45 wurde nicht aufgenommen. Nach der Kapitulation Deutschlands wurde auch die Gauliga aufgelöst. Mit der Britischen Zonenmeisterschaft gab es in der Nachkriegszeit wieder einen überregionalen Wettbewerb für Vereine aus Nord- und Westdeutschland.

## Abschlusstabelle
| Pl. | Verein                          | Sp. | S  | U | N  | Tore    | Quote | Punkte |
| --- | ------------------------------- | --- | -- | - | -- | ------- | ----- | ------ |
| 1.  | KSG VfL 1899/SpVgg Sülz         | 16  | 14 | 0 | 2  | 068:210 | 3,24  | 28:40  |
| 2.  | SG Düren 99                     | 16  | 13 | 1 | 2  | 067:170 | 3,94  | 27:50  |
| 3.  | KSG VfR 1904/Mülheimer SV Köln  | 16  | 7  | 4 | 5  | 042:280 | 1,50  | 18:14  |
| 4.  | Alemannia Aachen                | 16  | 9  | 0 | 7  | 046:390 | 1,18  | 18:14  |
| 5.  | SV Victoria Köln (M)            | 16  | 7  | 2 | 7  | 034:400 | 0,85  | 16:16  |
| 6.  | Kohlscheider BC (N)             | 16  | 7  | 1 | 8  | 028:460 | 0,61  | 15:17  |
| 7.  | Bayenthaler SV (N)              | 16  | 5  | 1 | 10 | 037:510 | 0,73  | 11:21  |
| 8.  | KSG FV 1901/Beuel/TuRa/PSV Bonn | 16  | 2  | 2 | 12 | 022:750 | 0,29  | 06:26  |
| 9.  | SSV Vingst 05                   | 16  | 1  | 3 | 12 | 029:560 | 0,52  | 05:27  |
| 10. | LSV Bonn A                      | 0   | 0  | 0 | 0  | 000:000 | 1,00  | 0:0    |

| (M) | Titelverteidiger             |
| (N) | Aufsteiger aus der 1. Klasse |

## Aufstiegsrunde
Qualifiziert waren die drei Staffelmeister aus der 1. Klasse Köln-Aachen 1943/44. Da der Spielbetrieb im Gau im August 1944 komplett eingestellt wurde, wurde die teilweise ausgespielte Aufstiegsrunde obsolet.
Kreuztabelle
| 1943/44             | SFD | MAR | POL |
| ------------------- | --- | --- | --- |
| Sportfreunde Düren  |     |     | 3:3 |
| Alemannia Mariadorf | 2:6 |     |     |
| VfL Poll            | 0:5 | 2:3 |     |

Abschlusstabelle
| Pl. | Verein                                              | Sp. | S | U | N | Tore    | Quote | Punkte |
| --- | --------------------------------------------------- | --- | - | - | - | ------- | ----- | ------ |
| 1.  | Sportfreunde Düren (Sieger Staffel Köln-Bonn Gr. I) | 3   | 2 | 1 | 0 | 014:500 | 2,80  | 05:10  |
| 2.  | Alemannia Mariadorf (Sieger Staffel Aachen)         | 2   | 1 | 0 | 1 | 005:800 | 0,63  | 02:20  |
| 3.  | VfL Poll (Sieger Staffel Köln-Bonn Gr. II)          | 3   | 0 | 1 | 2 | 005:110 | 0,45  | 01:50  |